# Álvaro Arbeloa
Álvaro Arbeloa Coca (Salamanca, 17. siječnja 1983.), je bivši španjolski nogometaš. Arbeloa je i bivši reprezentativac španjolske nogometne reprezentacije. Igrao je na poziciji braniča.

## Klupska karijera

### Mlađi uzrasti Reala
Arbeloa je karijeru započeo kao tinejdžer u trećoj momčadi Reala, kasnije je promoviran u Castillu, drugu Realovu momčad. U prvom timu je odigrao dva puta.

### Deportivo La Coruña
24. srpnja 2006. Arbeloa potpisuje Deportivo iz A Coruñe, krenuvši stopama suigrača iz Realove škole, Roberta Soldada. Na novinarskoj konferenciji Arbeloa je rekao:"Ovo je čudna situacija za mene, jer sam za Real igrao 5 godina, tj. od svoje šesnaeste. Iskustvo u Madridu mi je bilo od velike pomoći, ali ja moram krenuti dalje. Real je veliki klub, klub velikih igrača, to nije loše za njega, ali jest za nas obrambene igrače zbog toga što ne možemo naći mjesto u prvoj momčadi. Ja ne želim biti treća ili četvrta opcija jer želim igrati i zato sam otišao iz Reala. Deportivo je velik klub, a Joaquín Caparrós je odličan trener." Za Deportivo je nastupio 20 puta.

### Liverpool
Krajem siječnja 2007. Arbeloa prelazi u Liverpool za naknadu od 4 milijuna eura. Svoj debi imao je protiv Newcastlea, a prvi pogodak postigao je protiv Readinga 7. travnja 2007. Do tada je on već postao standardnim igračem Liverpoola. U 2008. on mjenja broj 2 s brojem 17. 

### Povratak u Madrid
Dana 29. srpnja 2009. i Real i Liverpool su potvrdili ovaj transfer čija je cijena bila 5 milijuna funti. Nakon obavljenog liječničkog pregleda Arbeloa potpisuje petogodišnji ugovor. Od kluba dobiva dres s brojem 2. Arbeloa je u početku igrao na stražnjem lijevom zbog nedostatka igrača na toj poziciji. Prvi pogodak postigao je Xerezu 13. veljače 2010., a drugi gradskom suparniku Atleticu u El Madrileñu 28. ožujka iste godine. Kad u klub dolazi José Mourinho on ponovno uzima broj 17. Nastavlja igrati na poziciji zadnjeg lijevog, ali ozljedom Carvalha, Sergio Ramos prelazi na poziciju stopera, a Arbeloa na poziciju desnog bočnog. Tu se "zacementirao" u prvoj postavi, a Mourinho mu daje punu minutažu. Arbeloa je s madridskom Realom osvojio osam trofeja.

### West Ham United
U kolovozu 2016. godine je Španjolac pojačao engleski West Ham United. Arbeloa je stigao kao slobodan igrač u London kod trenera Slavena Bilića, gdje je potpisao jednogodišnji ugovor.
Nakon što se nije naigrao u West Ham Unitedu, gdje je upisao samo četiri službena nastupa, raskida ugovor, a krajem lipnja objavljuje kraj svoje igračke karijere.

## Reprezentativna karijera
Arbeloa je bio član španjolske reprezentacije koja je osvojila europsko prvenstvo u Austriji i Švicarskoj 2008., svjetsko prvenstvo u JAR-u 2010, te ponovno Europsko prvenstvo 2012. u Poljskoj i Ukrajini.

## Trofeji

### Real Madrid
- La Liga (1): 2012.
- Kup kralja (2): 2011., 2014.
- Španjolski superkup (1): 2012.
- Liga prvaka (1): 2014.
- UEFA Superkup (1): 2014.

### Španjolska
- Europsko nogometno prvenstvo (2): 2008., 2012.
- Svjetsko nogometno prvenstvo (1): 2010.

## Vanjske poveznice
- Real Madrid official profile
- La Liga profile
- BDFutbol profile
- National team data  Arhivirana inačica izvorne stranice od 31. svibnja 2012. (Wayback Machine) (šp.)
- LFChistory.net player profile
- ESPN Profile  Arhivirana inačica izvorne stranice od 3. lipnja 2010. (Wayback Machine)
- Transfermarkt profile
- 2010 FIFA World Cup profile  Arhivirana inačica izvorne stranice od 17. listopada 2013. (Wayback Machine)
- Álvaro Arbeloa's Official Site  Arhivirana inačica izvorne stranice od 2. travnja 2011. (Wayback Machine) (engl.) (šp.)